# 웨타르 해협
웨타르 해협(영어: Wetar Strait, 인도네시아어: Selat Wetar, 포르투갈어: Estreito de Wetar, 테툼어: Estreitu Wetar)은 동남아시아의 국제 해협이다. 티모르섬 동부와 웨타르섬을 가르는 해협으로, 옴바이 해협과 함께 국제 해협을 이루며 인도양과 태평양을 잇고 있다.